# Sten Langéen
Sten Volter Fredrik Langéen, född 19 juni 1907 i Frösö församling i Jämtlands län, död 20 juli 1995 i Råsunda församling i Stockholms län, var en svensk militär.

## Biografi
Langéen avlade officersexamen vid Krigsskolan 1929 och utnämndes samma år till fänrik vid Jämtlands fältjägarregemente, där han tjänstgjorde till 1942. Han befordrades 1933 till löjtnant, studerade 1937–1939 vid Krigshögskolan och befordrades 1940 till kapten. Han tjänstgjorde vid Arméinspektionen i Arméstaben 1942–1945 och vid Gotlands infanteriregemente 1945–1948, befordrad till major 1947. Han var stabschef vid staben i VI. militärområdet 1948–1949 och stabschef vid staben i V. militärområdet 1949–1954, befordrad till överstelöjtnant 1951, varpå han tjänstgjorde vid Hallands regemente 1954–1957. År 1957 befordrades han till överste, varpå han 1957–1965 var sekundchef vid Svea livgarde. Åren 1965–1970 var han chef för Arméns personaldelegation i Arméstaben. Langéen inträdde i reserven 1967.

## Utmärkelser
- Riddare av Svärdsorden, 1948.[8]
- Kommendör av Svärdsorden, 6 juni 1961.[9]
- Kommendör av första klass av Svärdsorden, 4 juni 1965.[10]